# Giovanni Stobeo

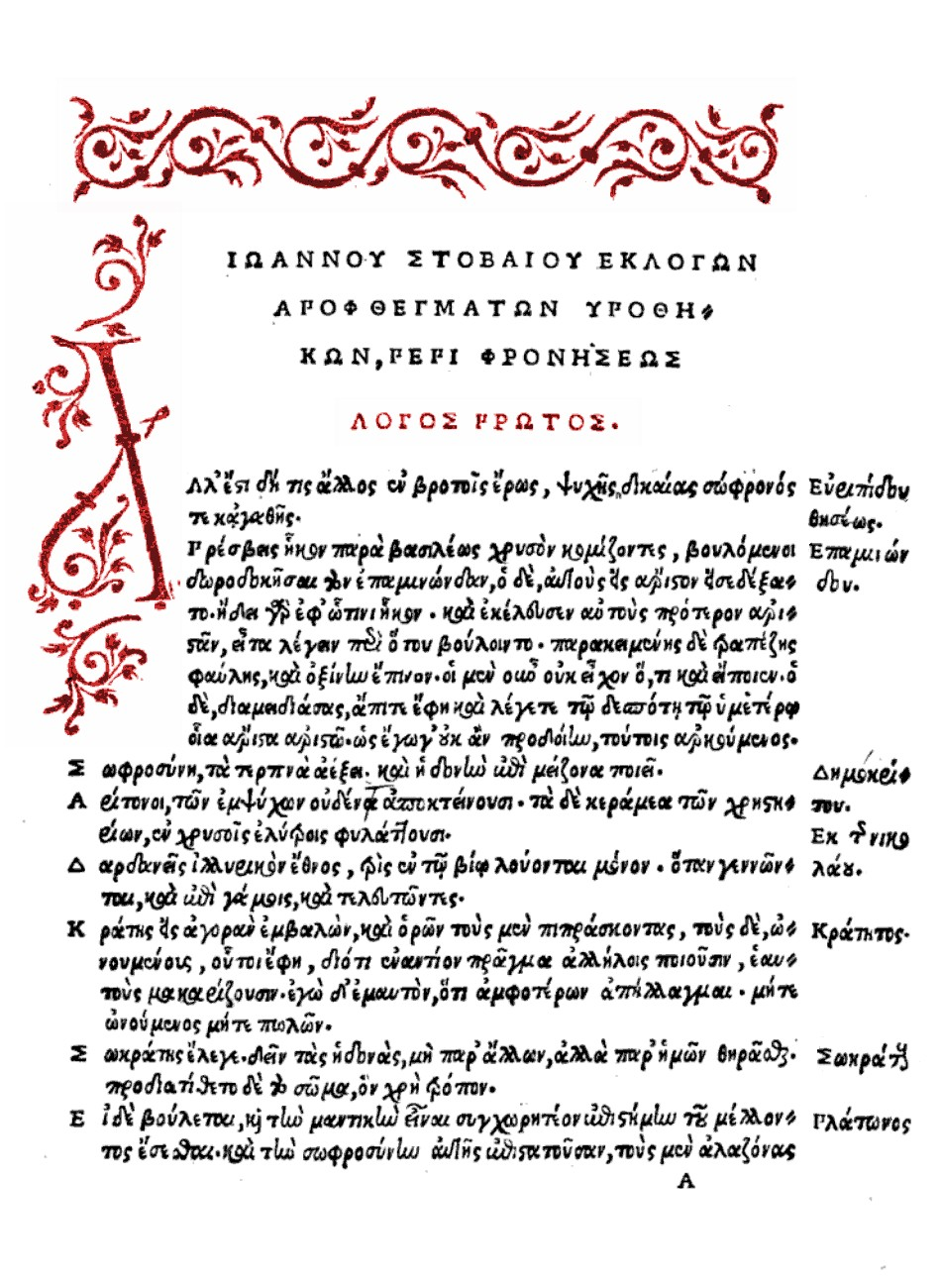
La prima pagina del Florilegium di Stobeo, in una edizione del 1536

Giovanni Stobèo (in greco Ἰωάννης ὁ Στοβαῖος?, in latino Johannes Stobæus; Stobi, V secolo – ...) è stato uno scrittore bizantino.

## Biografia
Nato nella città di Stobi nel V secolo, la sua biografia risulta a noi nebulosa e ci è noto soprattutto per la stesura di un'opera nota col titolo Anthologium (Antologia) sui principali autori greci (circa cinquecento tra poeti e prosatori, da Omero a Temistio): proprio in quanto l'ultimo autore citato è Temistio e non ci sono riferimenti cristiani, si è supposto che Stobeo vivesse in questo periodo e che fosse pagano.

## L'Anthologion
Il testo, pervenuto a noi in uno stato complessivamente buono, pur mancante dell'inizio e con qualche lacuna, presenta una divisione in tre libri e forma due opere distinte: il primo e il secondo libro, che formano un'unica opera sotto il titolo Estratti fisici e morali (anche Ecloghe, in greco Ἐκλογαὶ φυσικαὶ καὶ ἠθικαί), mentre il terzo libro forma un altro lavoro, chiamato Florilegium o Sermones (o Antologia: Ἀνθολόγιον). Da quanto si apprende da Fozio, che ne ha preservato un'epitome risalente alla forma originaria, gli estratti erano destinati da Stobeo al figlio Settimio, come si chiariva in una lettera prefatoria che spiegava brevemente lo scopo del lavoro e dava una sintesi dei contenuti: dunque risulta evidente che si trattava di un'opera unica, originariamente divisa in quattro libri e due volumi  e che i manoscritti superstiti del terzo libro sono costituiti da due libri che sono stati fusi.
Ogni capitolo dei quattro libri è preceduto da un titolo che ne descrive l'argomento. Stobeo cita più di 500 scrittori, generalmente iniziando con i poeti, e procedendo poi con storici, oratori, filosofi e medici, le cui opere per la maggior parte di questi sono perdute, tanto che a lui dobbiamo la maggior parte dei frammenti importanti dei drammaturghi: in effetti, sono citati oltre 500 passaggi da Euripide, 150 da Sofocle e oltre 200 da Menandro.

### Libri I-II
I primi due libri (Ecloghe) sono costituiti per la maggior parte da estratti che riportano le opinioni di precedenti poeti e prosatori su vari punti della fisica, la dialettica e l'etica. Anzi, apprendiamo da Fozio che il primo libro era preceduto da una dissertazione sui vantaggi della filosofia, un resoconto delle diverse scuole di filosofia e una raccolta di opinioni di scrittori antichi sulla geometria, la musica, e l'aritmetica: tuttavia, la maggior parte di questa introduzione è perduta, tranne la parte riguardante l'aritmetica. La conoscenza che Stobeo ha della fisica è, comunque, spesso inaffidabile, anche perché l'autore tradisce una tendenza a confondere i dogmi dei primi filosofi ionici e di tanto in tanto mescola platonismo con pitagorismo. Per una parte del primo libro e gran parte del secondo, è chiaro che egli dipendeva dalle opere del filosofo peripatetico Aezio e del filosofo stoico Ario Didimo.
Il primo libro è stato diviso in sessanta capitoli, il secondo in quarantasei, anche se i manoscritti conservano solo i primi nove. Alcune delle parti mancanti del secondo libro (capitoli 15, 31, 33, e 46) si possono, tuttavia, recuperare da uno gnomologio del XIV secolo.

### Libri III-IV
Il terzo e il quarto libro (Florilegium) sono dedicati a soggetti di natura morale, politica ed economica, anche con massime di saggezza pratica. Il terzo libro originariamente era costituito da quarantadue capitoli, e il quarto di cinquantotto.
In essi, come nella maggior parte del secondo, si tratta di etica: nel terzo, di virtù e vizi, a coppie; nel quarto, di soggetti etici e politici più generali, spesso citando estratti per illustrare i pro ed i contro di una domanda in due capitoli successivi.